# Neope pacifica
Neope pacifica är en fjärilsart som beskrevs av Clayton Dissinger Mell 1935. Neope pacifica ingår i släktet Neope och familjen praktfjärilar. Inga underarter finns listade i Catalogue of Life.